# Bulbophyllum flammuliferum
Bulbophyllum flammuliferum là một loài phong lan thuộc chi Bulbophyllum.